# Marie-Charlotte Léger
Marie-Charlotte Léger   (Abbeville, 13 de març de 1996) és una davantera de futbol internacional amb França des de 2015.

## Trajectòria
| Temporades    | Equip              | Títols | Selecció (fases finals)           |
| ------------- | ------------------ | ------ | --------------------------------- |
| 12/13 - 13/14 | FCF Hénin-Beaumont |        |                                   |
| 14/15         | FC Metz            |        | Eurocopa sub-19 2015 (semifinals) |
| 15/16 - act.  | Montpellier HSC    |        |                                   |